# Niederröblingen (Helme)
Niederröblingen is een plaats en voormalige gemeente in de Duitse deelstaat Saksen-Anhalt, en maakt deel uit van de Landkreis Mansfeld-Südharz.
Niederröblingen (Helme) telt 450 inwoners.